# Bad Mergentheim
Bad Mergentheim è un comune tedesco di 24 564 abitanti, situato nel land del Baden-Württemberg.

## Storia
Dal 1526 al 1809 fu centro dell'Ordine teutonico (dopo la secolarizzazione del Ducato di Prussia) e conserva tuttora il castello dell'Ordine, divenuto nell'Ottocento una proprietà della Casa Reale di Wurttemberg e oggi un museo della sua ricca storia. Nel 1926 fu riconosciuta città termale aggiungendo "Bad" prima del nome storico.

## Amministrazione

### Gemellaggi
- Digne-les-Bains
- Borgomanero
- Fuefuki